# Angeliqa Devi
Angeliqa Devi, pseudonimo di Angela Debnath (Southport, 1º settembre 1977), è un'attrice britannica naturalizzata canadese, originaria dell'Asia meridionale.

## Biografia
Nata a Southport, in Inghilterra, da genitori bengalesi, da bambina si trasferisce insieme alla sua famiglia nel Saskatchewan, in Canada. Attratta fin da subito dalla recitazione, va via di casa all'età di sedici anni per frequentare alla Canterbury High School di Ottawa il programma selettivo di arti drammatiche. Tuttavia, allo stesso tempo, è profondamente influenzata dal film Schindler’s List di Steven Spielberg e dai suoi complessi temi di guerra e genocidio. Si iscrive dunque all'Università di Toronto, cambiando il suo percorso professionale, a un corso di laurea in Storia Moderna e nel 2012 consegue un dottorato di ricerca presso l'University College di Londra.
Ha insegnato in istituti di istruzione superiore, tra cui l'Università Americana di Roma. Dopo aver esplorato aspetti difficili del comportamento umano in una prospettiva storica decide di tornare al suo obiettivo originale: quello di diventare un’attrice.
Nel 2018 inizia la sua formazione con una serie di noti insegnanti di recitazione tra cui l’attore e maestro Vincent Riotta e, successivamente, avvia la sua carriera di attrice debuttando al teatro off di Roma nel Macbeth (all female production) per la regia di Douglas Dean interpretando Duncan e Lady Macduff. Poco dopo, ottiene il primo ruolo teatrale da protagonista ed è in scena come Miranda nella commedia NSFW scritta da Lucy Kirkwood per la regia di Daniel Roy Connelly. 
Da allora è stata attiva con costanza nel cinema e nella televisione, lavorando con registi pluripremiati tra cui Mark Mylod (Succession), Oliver Hirschbeigel (Unwanted), e Liliana Cavani sul suo ultimo film L'ordine del tempo, che ha debuttato fuori concorso all'80ª Mostra Internazionale d'Arte Cinematografica di Venezia. In questa occasione la Cavani ha ricevuto il Leone d'Oro alla carriera. Devi ha trascorso gran parte delle riprese del 2023 agli Studi di Cinecittà, per il regista Roland Emmerich, sull'epico dramma dell'Impero romano Those About to Die, con Sir Anthony Hopkins, in uscita nel 2024.All'inizio di luglio del 2024 ha completato le riprese della prima stagione di Sandokan, reboot della fortunata serie degli anni '70. Nel cast Can Yaman, Ed Westwick, John Hannah, Alessandro Preziosi; andrà in onda nel 2025 su RAIUNO.

## Vita personale
Nel 2012 ha sposato il regista di opere teatrali e documentarista Joseph Rochlitz, con il quale ha avuto due bambine. Nel 2019 si sono separati. Attualmente ha una relazione con l'attore e specialista della comunicazione Marco Mabritto. Devi recita sia in italiano che in inglese.

## Filmografia parziale

### Cinema
- L’ordine del tempo, regia di Liliana Cavani (2023)

### Televisione
- Succession – serie TV, episodi 3x08-3x09 (2021)
- Diavoli – serie TV, episodio 2x06 (2022)
- Everybody Loves Diamonds – serie TV, episodio 1x01-1x05 (2023)
- Unwanted - Ostaggi del mare, regia di Oliver Hirschbiegel – miniserie TV (2023)
- Those About to Die, regia di Roland Emmerich e Marco Kreuzpaintner – miniserie TV, 6 puntate (2024)

### Cortometraggi
- A Fairy Tale, regia di Angeliqa Devi (2021)

### Spot
- Ferrero Rocher Moments, regia di Wolfberg (2020)